# El gos dels Baskerville
|  | Per a altres significats, vegeu «El gos dels Baskerville (desambiguació)». |

El gos dels Baskerville (títol original en anglès: The Hound of the Baskerville) és la tercera novel·la d'Arthur Conan Doyle que té com a protagonista principal a Sherlock Holmes. Va ser publicada per entregues en el Strand Magazine entre 1901 i 1902. La novel·la està principalment ambientada a Dartmoor, en Devon al Comtat Oest d'Anglaterra. Conan Doyle va escriure aquesta història poc després de tornar de Sud-àfrica, on havia treballat com a metge voluntari a The Langman Field Hospital a Bloemfontein. Va ser assistit en l'argument per un periodista de 30 anys del Daily Express anomenat Bertram Fletcher Robinson (1870-1907). Les seves idees provenen de la llegenda de Richard Cabell, que va ser la inspiració de la llegenda dels Baskerville. La seva tomba es pot veure en un poble anomenat Buckfastleigh.
Squire Richard Cabell va viure durant el 1600 i va ser l'escuder local a Buckfastleigh. Tenia una passió per la caça i era el que en aquells dies es descrivia com un "home monstruosament dolent". El va guanyar aquesta reputació per, entre altres coses, la seva immoralitat i d'haver venut la seva ànima al diable. També es rumorejava que havia assassinat la seva dona. El 5 juliol 1677 ell va morir i el van enterrar al seu sepulcre, però això va ser només el començament de la història. La nit del seu enterrament va aparèixer un fantasma amb forma de gos caminant per tot l'erm i udolant en la seva tomba. Des d'aquesta nit en endavant que es pot trobar el fantasma en l'aniversari de la seva mort. Si aquest no se'n va de caça, se'l pot trobar a la tomba udolant i cridant.
La descripció de Conan Doyle del Baskerville Hall es va inspirar en una visita al Cromer Hall a Norfolk. Alguns elements de la història van ser inspirats per una estada en el Reial Links Hotel a Cromer, on Conan Doyle va sentir parlar per primera vegada la història del Black Shuck, el gos fantasma de la zona de Cromer, que es diu que camina entre Overstrand a l'est i East Runton a l'oest.